# Gregarina sagittata
Gregarina sagittata is een soort in de taxonomische indeling van de Myzozoa, een stam van microscopische parasitaire dieren. Het organisme komt uit het geslacht Gregarina en behoort tot de familie Gregarinidae. Gregarina sagittata werd in 1899 ontdekt door Labbe.